# Detonation
Detonation is een Nederlandse metalband die technische en melodieuze death/thrashmetal speelt. De leden van de in 1997 opgerichte band zijn Koen Romeijn (gitaar en zang), Mike Ferguson (gitaar), Matthieu Boer (drums) en Otto Schimmelpenninck (basgitaar). Ze hebben na An Epic Defiance (2003), Portals To Uphobia (2005), en Emission Phase (2007) in maart 2011 hun 4e album Reprisal uitgebracht. 

## Geschiedenis

### Het begin (1997-2001)
De band werd in 1997 gevormd onder de naam Infernal Dream met Koen Romeijn (gitaar en zang), Mike Ferguson (gitaar) en Thomas Kalksma (drums). Het werd meer als bijproject gezien, maar nadat de eerste nummers waren geschreven vonden ze dat dit wat meer moest worden dan een bijproject. Desalniettemin oefenden ze slechts acht keer in het eerste jaar.
In augustus 1998 kwam Otto Schimmelpenninck erbij met de basgitaar. De naam van de band werd veranderd in Detonation en ze stappen de studio in om de eerste twee nummers op te nemen (Life in Hell en Slaying the Serpent) voor de Crushed Skull compilatie cd. Een maand later treden ze voor het eerst op in Nederland met de deathmetalband Engorge, de andere band van Koen.
De Crushed Skull compilatie cd wordt in januari 1999 uitgegeven.
In oktober van datzelfde jaar stapt Detonation wederom de studio in om de mini-cd Lost Euphoria op te nemen. Hierop staan vier nummers: Failure to Commit, Euphoric Loss, Reflection of a Torn Spirit en Helplessness. In de nummers zit veel diversiteit, met invloeden uit death, thrash en black metal.
Lost Euphoria wordt in januari 2000 uitgegeven door Skull Crusher Records. Een jaar later krijgt Detonation de mogelijkheid om tien optredens te doen met de metal band Orphanage.
Detonation stapt weer de studio in (in maart 2001) om drie nieuwe nummers op te nemen voor een promo-cd. Deze was voornamelijk bedoeld voor platenlabels, zodat ze hun eerste volledige album konden opnemen. Ondertussen was de stijl van Detonation veranderd in een meer "thrashy" benadering van melodieuze deathmetal. Tevens probeerden ze zo veel mogelijk op te treden, om wat meer naamsbekendheid te krijgen.

### De eerste albums en tours (2002-2005)
Na verschillende optredens te hebben gedaan, waaronder een optreden in Tsjechië op het Open Hell Fest, besluit Detonation hun eerste album op te nemen. Het album gaat An Epic Defiance heten en wordt in twee weken opgenomen in Studio Excess in Rotterdam. Het album bevat 12 nummers van melodieuze death/thrashmetal. Het artwork is verzorgd door Cabin Fever Media. Op 19 oktober 2002 brengen de bandleden het album zelf uit in Nederland.
Uiteindelijk weet Detonation een label te krijgen, Osmose Productions uit Frankrijk. Het contract is voor drie albums en An Epic Defiance is officieel wereldwijd heruitgebracht op cd en Lp op 19 juni 2003. De maand erop spelen ze drie shows in Engeland. Later keren ze hier terug om een tiendaagse tour te doen.
In februari 2004 ondernemen ze een 13-daagse Europese tour samen met de Zweedse band Dimension Zero en Immemorial uit Polen. In deze tour doen ze Duitsland, Nederland, Engeland, Oostenrijk, Italië en Zwitserland aan.
Later dat jaar krijgt de drummer Thomas een blessure aan zijn arm, waardoor de band gedwongen is een tijdelijke drummer te zoeken. Fedor Tieleman van M-90 is bereid deze taak op zich te nemen, zodat de voorbereidingen voor het tweede album door kunnen gaan. Dit album, Portals to Uphobia, bevat tien nummers. In februari 2005 stappen ze opnieuw de Excess Studios in, waar het album ook wordt gemixt. Op 12 september 2005 wordt het album officieel uitgebracht, waarna optredens in binnen- en buitenland volgen. Een tweede Europese tour laat niet lang op zich wachten en in september 2005 toert Detonation met Decapitated (Polen), Gorerotted (Engeland) en DAM (Engeland) door Engeland, Schotland, Ierland, Nederland, België, Frankrijk, Duitsland, Zweden, Denemarken, Noorwegen en Italië.

### Recente ontwikkelingen (2006-heden)
Eind april 2007 brengt Detonation haar derde album uit. Dit keer is het artwork verzorgd door Eliran Kantor.
Begin 2008 wordt gitarist Danny Tunker (Fuelblooded, The Saturnine) aangenomen. Frontman Koen Romeijn zal zich vanaf dit moment alleen bezighouden met de vocalen binnen Detonation.
Tevens neemt drummer Thomas Kalksma, eind april 2008, afscheid van de band. Detonation zal het restant van 2008 gebruikmaken van sessiedrummers om de geplande shows alsnog te kunnen doen.
Begin 2009 wordt Michiel van der Plicht (Ex-Prostitute Disfigurement, Toxocara) aangesteld als nieuwe drummer.
Vrijwel direct begint de band te werken aan het vierde full-length album, Reprisal.  Detonation maakte na een lange stilte bekend dat dit album rond maart 2011 zou verschijnen. Tevens versterkte de band haar line-up met drummer Allard van der Kuip en bassist Harry van Breda. Detonation keerde weer terug in de klassieke viermansformatie, met Koen Romeijn op gitaar en vocalen.
Na de zelf gefinancierde release van het vierde album Reprisal besloot Detonation opnieuw een break te nemen, zodat de leden zich konden richten op hun andere bands (Picture, Doghouse Gallows, Disquiet, Apophys e.a.).
In 2014 maakte de band wederom een doorstart, met als doel het schrijven van een vijfde album en een terugkeer naar de podia. Oudgediende bassist Otto Schimmelpenninck (Delain) keerde weer terug, samen met de nieuwe drummer Matthieu Boer (From Earth The Sin Committee, ex-Scenario II).

## Bandleden

### Huidige line-up
- Koen Romeijn – zanger / gitarist (1997 – heden)
- Mike Ferguson – gitarist (1997 – heden)
- Otto Schimmelpenninck – bassist (1997 – 2011, 2014 - heden)
- Matthieu Boer – drummer (2014 – heden)

### Sessiemuzikanten
- Fedor Tieleman – drummer (2004)

### Oud-leden
- Thomas Kalksma – drummer (1997–2008)
- Danny Tunker – gitarist (2008–2011)
- Michiel van der Plicht – drums (2008–2011)
- Allard van der Kuip – drums (2011–2013)
- Harry van Breda – bassist (2011–2013)

## Discografie

### Albums
| An Epic Defiance - okt. 2002 (heruitgave; juni 2003) 1. The Dawning (intro) 2. An Epic Defiance 3. The Prophecy Unfolds 4. Sword-carved Skin 5. Forever Buried Pain 6. Crawling Through Vile 7. The Collision Of Despair 8. Deserving Death 9. Voices Beyond Reason 10. Lost Euphoria part II (instr.) 11. The Last Of My Commands 12. Starve | Portals to Uphobia - september 2005 1. Into Sulphur I Descend 2. Portals to Uphobia 3. Structural Deceit 4. Chaos Banished 5. End of Sight, End of Fears 6. Lost Euphoria part III (instr.) 7. The Loss of Motion Control 8. Solitude Reflected 9. Beyond the Margin 10. The Source to Delve | Emission Phase - april 2007 1. Invoking the Impact 2. When Stone Turns to Ash 3. Craven Ablaze 4. Chokedamp 5. Defects of the Isolated Mind 6. Modulate 7. Into the Emission Phase 8. Infected 9. 2nd Sun Ascending (instr.) 10. Soul Severance 11. Reborn From the Radiance 12. Fallout (instr.) | Reprisal - maart 2011 1. Enslavement 2. No Turning Back 3. Feeding on the Madness 4. Ruptured 5. Absentia Mentis 6. Washing away the Blood 7. Falling Prey (the age of Reprisal) 8. Insults to my Heritage | Crushed Skull Vol. 1 - januari 1999 1. Life in Hell 2. Slaying the Serpent 3. Lost Euphoria - januari 2000 4. Failure to Commit 5. Euphoric Loss 6. Reflection of a Torn Spirit 7. Helplessness 8. Promo 2001 - april 2001 9. Forever Buried Pain 10. Starve 11. Voices Beyond Reason |